# Жінки в інженерії

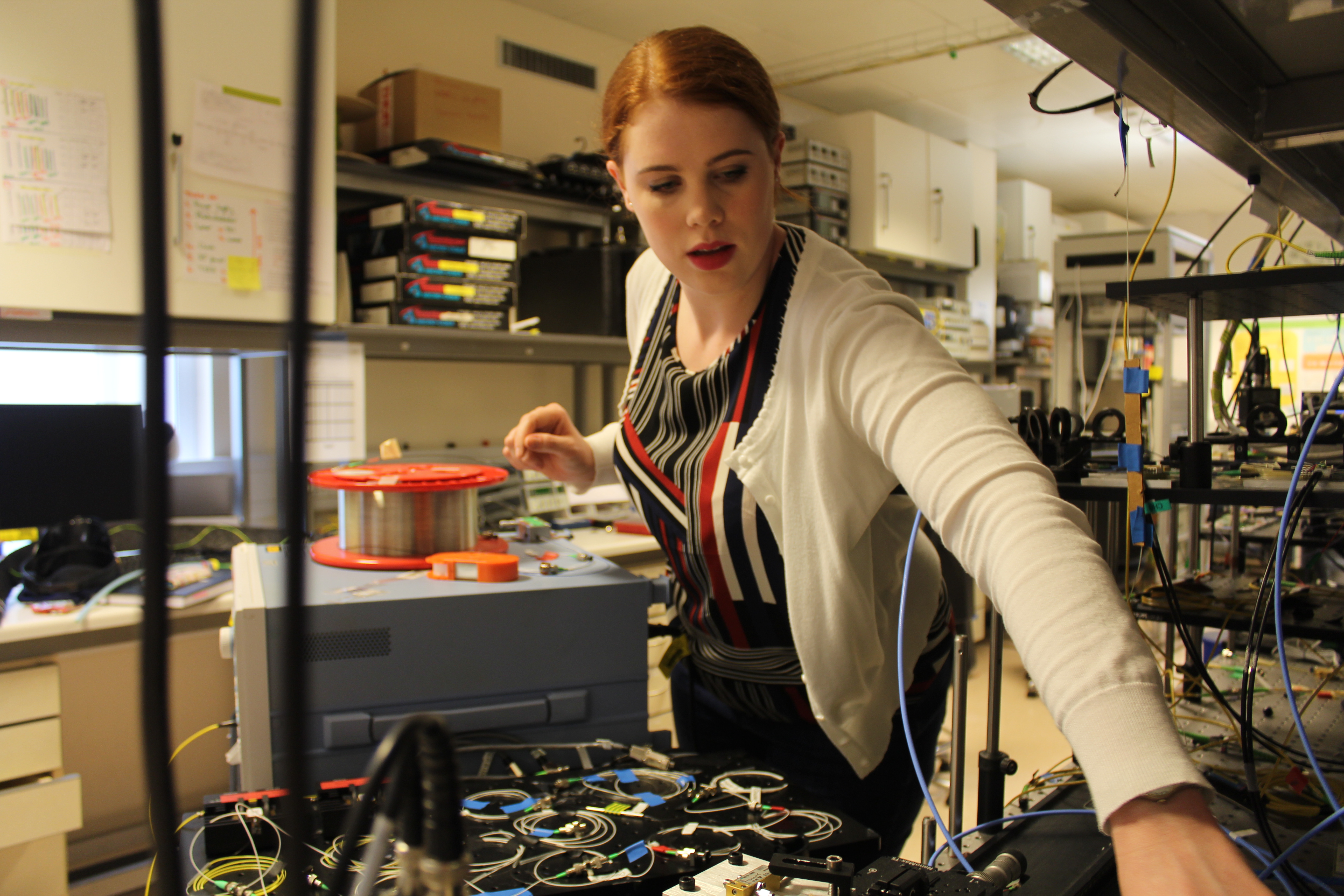
Інженерка працює з випробувальним стендом системи оптичного зв'язку

Жінки робили внесок у різні галузі техніки протягом історії людства, однак вони досі недостатньо представлені в академічній та професійній галузях інженерії. Гендерні стереотипи, мала кількість студенток-інженерок та інженерна культура є чинниками, що сприяють сучасній ситуації, коли чоловіки переважають у галузі техніки. Для дослідження й подолання цієї нерівності створено низку організацій та програм.

## Історія
Історія жінок як проєктувальниць і творчинь машин і механізмів передує розвитку інженерної справи як професії. До появи терміна «інженер» в 11 столітті жінки робили внесок у технологічний прогрес суспільства в усьому світі. У 19 столітті жінки, які брали участь у інженерній роботі, часто мали академічну підготовку з математики чи природничих наук. Ада Лавлейс здобула приватну математичну освіту перед тим, як розпочати співпрацю з Чарльзом Беббіджем над аналітичною машиною, яка принесла їй звання «першої програмістки». У перші роки 20-го століття на інженерні програми почали приймати більшу кількість жінок, яких чоловіки в їхніх відділах вважали, проте, аномаліями.
Першим університетом, в якому жінки здобували бакалаврський ступіннь з інженерії, був Каліфорнійський університет у Берклі. Елізабет Брегг здобула ступінь бакалавра цивільного інжинірингу в 1876 році, ставши першою жінкою-інженеркою США. До 19 століття жінки дуже рідко закінчували бакалаврат у будь-якій галузі, оскільки їм було прямо чи опосередковано заборонено вступати до університетів. Деякі університети почали приймати жінок до своїх коледжів на початку 1800-х, а до середини 1800-х почали прийом на всі академічні програми, включаючи інженерні.

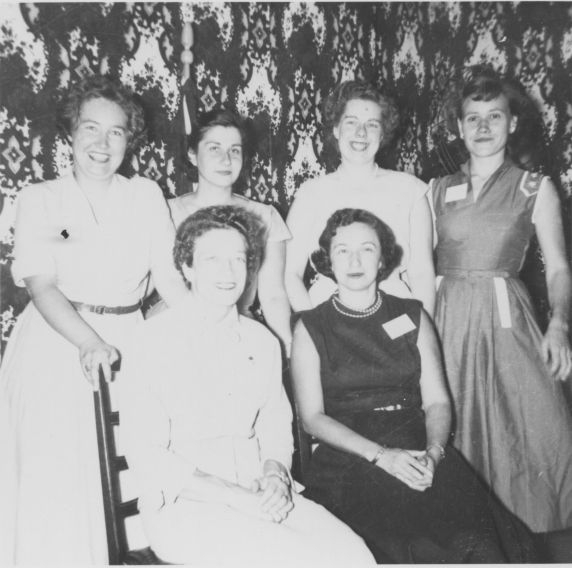
Зустріч Товариства інженерок, 1953

Вступ у Другу світову війну створив у США серйозну нестачу інженерних талантів, оскільки чоловіків призвали до збройних сил. Щоб подолати дефіцит, такі ініціативи, як інженерна підготовка General Electric без відриву від виробництва для жінок зі ступенем математики та фізики та інженерна програма Кертисс-Райт, створили нові можливості для жінок в інженерії. Кертисс-Райт співпрацювали з Корнеллом, штатом Пенсільванія, Пердью, Університетом Міннесоти, Техаським університетом, Політехнічним інститутом Ренсселера та Університетом штату Айова, щоб створити інженерну навчальну програму, яка тривала 10 місяців і була зосереджена в основному на проєктуванні та виробництві літаків.
За цей час були вчинені публічні напади на жінок-інженерок, які, однак, головним замовчувалися в установах, бо жінки не чинили агресивного тиску на гендерний розрив у сфері. Ще одна причина, чому «атаки» лишалися в таємниці, полягає в тому, що чоловіки вірили, що інженерія не може перестати бути сферою, в якій домінують чоловіки.
Роль жінок у робочій силі, особливо в інженерних сферах, значно змінилася після Другої світової. Оскільки жінки почали одружуватися у більш пізньому віці, народжувати менше дітей, частіше розлучатися та переставали економічно залежати від чоловіків-годувальників, вони стали ще активнішими в інженерній робочій силі, попри те, що їхні зарплати були нижчими, ніж у чоловіків.
Жінки також відігравали вирішальну роль у програмуванні першого програмованого компютера ENIAC від його створення у Другу світову до наступних кількох декад. Завербовані в армію в 1943 році, програмістки ENIAC досягли значних успіхів у техніках програмування, зокрема у винайденні breakpoints, які тепер є стандартним інструментом дебаггінгу.
Окрім нестачі інженерів під час війни, кількість жінок у сфері зросла завдяки поступовому збільшенню числа державних університетів, що приймали студенток. Georgia Tech почав приймати студенток-інженерок у 1952 році, а École Polytechnique у Парижі, головний французький інженерний заклад, у 1972 році.
Як результат, гендерні стереотипні ролі змінила індустріалізація.

## Статистика
Дослідження «Жінки та чоловіки в енергетичному секторі України» показало, що частка жінок серед усіх зайнятих в енергетичному секторі країни становить 23–27%. Також дівчата загалом утричі менше, ніж хлопці, орієнтовані на опанування професії «інженер».
В Україні питання видимості та місця жінки в енергетиці та інженерії неодноразово транслювали експертки сфери. На круглому столі «Жінки в енергетиці-2020» було зазначено, що у НКРЕКП 55 % керівних посад обіймають жінки.
Попри це у сфері досі виникають перепони для кар'єрного зростання жінок. Це стосується і оплати праці. За даними Держкомстату, у четвертому кварталі 2019 року заробітна плата жінок становила 78,1 % від зарплати чоловіків, енергетичний сектор не став винятком.
За останні десятиліття представництво жінок серед робочої сили у STEM у світі, зокрема в техніці, значно покращилось. У 1960 жінки становили близько 1 % усіх інженерів, а до 2000 р. 11 %.

## Фактори участі жінок

### Гендерні стереотипи
Оскільки інженерія — традиційна сфера, в якій переважають чоловіки, жінки бувають менш впевненими у своїх здібностях, навіть показуючи однакові результати. Дівчата не виявляють того ж рівня інтересу до техніки, як хлопчики, можливо, частково через гендерні стереотипи. Існують значні докази присутності неявного упередження щодо інженерок через переконання, що чоловіки математично компетентніші та краще підходять для інженерних робіт. Тест на неявну асоціацію (IAT) показує, що люди підсвідомо пов'язують чоловіків з наукою, а жінок — з мистецтвом (опитано понад півмільйона людей у всьому світі між 1998 і 2010). Цей несвідомий стереотип також негативно впливає на результати діяльності жінок.
Завдяки цьому упередженню вибір жінок при вступі до інженерної галузі в коледжі також сильно корелює з передісторією та впливом їх на математичні та інші природничі курси протягом середньої школи.
Самоефективність жінок сприяє стереотипізації. Здатність жінок вважати себе успішними впливає на їх вибір кар'єри в коледжі: жінки з високими показниками самоефективності частіше обирають навчання в галузі техніки. Самоефективність також співвідноситься з гендерними ролями: оскільки чоловіки часто мають вищу самоефективність, ніж жінки, що також може впливати на відмову жінок від інженерних спеціальностей.

### Нестача студенток у програмах інженерних наук
За останні роки 40 % жінок залишили машинобудування. За даними Товариства інженерок кожна 4-та жінка залишає галузь після певного віку. До цього призводить багато факторів, як-от судження про перехід у складну спеціальність та робота у складних умовах.
Жінки недостатньо представлені в програмах інженерної освіти, як і серед робочої сили. Рівень прийому та випуску жінок на інженерні програми після середньої школи є дуже важливими факторами, що визначають, скільки жінок стануть інженерками. Оскільки бакалаврат визнаний «останньою точкою стандартного вступу в наукові галузі», недостатнє представництво жінок у програмах бакалаврату безпосередньо сприяє недостатньому представництву в наукових галузях. Крім того, у США жінки, які здобули наукові ступені в науці та техніці, рідше, ніж їхні чоловіки, отримують роботу в цих галузях.
Жінки, як правило, більше цікавляться інженерними дисциплінами, що мають суспільний та гуманний розвиток, такими як сільське господарство та екологічна інженерія. Тому вони добре представлені в програмах екологічних та біомедичних інженерок, здобуваючи 40-50 % присвоєних ступенів у США (2017—2018), і набагато рідше здобувають ступені в таких галузях, як механічна, електротехнічна та комп'ютерна інженерія.
Harvard Business Review дослідили, чому у техніці досі мало жінок: студенток у інженерних програмах постійна кількість через аспекти співпраці на місцях. Але на колективних роботах, де переважають чоловіки, до жінок ставляться інакше: колеги-чоловіки «виключають жінок із справжньої інженерної роботи». Крім цього, досліджено, що професори по-іншому ставилися до студенток, «просто тому, що вони були жінками».
Попри те, що менше жінок вступає до інженерних програм по всій країні, присутність жінок у кар'єрі STEM зростає, коли адміністрації вишів впроваджують програми наставництва та політики щодо професійного життя жінок. Проте ці показники важко збільшити, оскільки жінок досі вважають менш компетентними, ніж чоловіків, у виконанні нібито «чоловічих робіт».

### Маскулінна інженерна культура
Інженерна культура — це в основному спільні припущення, цінності та переконання, які визначають, як поводитися, розробляти програмне забезпечення, вирішувати проблеми, мати справу з клієнтами та працювати в команді. Цінності сильно впливають на те, як люди в компанії діють і виконують свою роботу.
Поширеність цінностей, пов'язаних з чоловічою гендерною роллю на робочому місці. Наприклад, деяким інженеркам важко повернутися до робочої сили після відсутності, а оскільки чоловіки рідше беруть відпустку для забезпечення функціонування сім'ї, це непропорційно впливає на жінок.
Чоловіки займають керівні ролі на робочому місці. З владних позицій над жінками вони можуть створювати несприятливе середовище для жінок. Наприклад, жінкам менше платять, доручають їм більше обов'язків або оцінюють їхню роботу нижче за чоловічу. При цьому жінки мають більше потенціалу стати хорошими лідерками: досліджено, що жінки мають більше ключових лідерських навичок, таких як здатність мотивувати персонал, будувати стосунки та проявляти ініціативу.
Спілкування теж сприяє гендерним розривам: чоловіки спілкуються між собою більш прямо, а з жінками комунікують, виходячи зі стереотипу, що чоловіки кваліфікованіші, і ставляться до жінок як до неповносправних, а не до рівних.
Дослідження ще 1964 року показало, що і жінки, і чоловіки вважали, що техніка як така має «чоловічий характер».
Чимало коледжів та університетів світу намагаються зменшити гендерний розрив у галузі машинобудування, залучаючи до своїх програм більше жінок. Їх стратегії включають збільшення впливу жінок на навчальні курси під час середньої школи, впровадження ідеї позитивізму щодо статі, з інженерної культури, а також створення дружнього для жінок середовища. Ці стратегії допомогли установам заохотити більше жінок вступати до інженерних програм, а також інших спеціальностей, заснованих на STEM. Для університетів заохочувати жінок вступати до аспірантури, установи повинні наголосити на важливості вербування жінок, наголосити на важливості STEM-освіти на рівні бакалаврату, запропонувати фінансову допомогу та розробити більш ефективні методи набору жінок до своїх програм.

## Міжнародний день жінок в інженерії
23 червня у світі відзначається Міжнародний день жінок в інженерії, вперше відзначений Товариством інженерок (WES) Великої Британії у 2014 році, а у 2016 році отримав підтримку ЮНЕСКО.
Святкування підкреслює видимість жінок в інженерії та спрямоване на подолання гендерного розриву в інженерному секторі. Проєкт енергетичної безпеки USAID разом з Дівчата STEM та Науковим містечком «Нова енергія» проводять святкування Міжнародного дня жінок в інженерії в Україні.